# Вінсайд (Небраска)
Вінсайд (англ. Winside) — селище (англ. village) в США, в окрузі Вейн штату Небраска. Населення — 379 осіб (2020).

## Географія
Вінсайд розташований за координатами 42°10′39″ пн. ш. 97°10′31″ зх. д. / 42.17750° пн. ш. 97.17528° зх. д. (42.177444, -97.175392).  За даними Бюро перепису населення США в 2010 році селище мало площу 0,68 км², уся площа — суходіл.

## Демографія
Згідно з переписом 2010 року, у селищі мешкало 427 осіб у 176 домогосподарствах у складі 120 родин. Густота населення становила 632 особи/км².  Було 205 помешкань (303/км²).
Расовий склад населення:
| - 96,5 % — білих - 0,7 % — азіатів - 0,5 % — корінних американців - 0,5 % — чорних або афроамериканців |

До двох чи більше рас належало 1,9 %. Частка іспаномовних становила 1,2 % від усіх жителів.
За віковим діапазоном населення розподілялося таким чином: 28,3 % — особи молодші 18 років, 55,8 % — особи у віці 18—64 років, 15,9 % — особи у віці 65 років та старші. Медіана віку мешканця становила 37,6 року. На 100 осіб жіночої статі у селищі припадало 88,9 чоловіків;  на 100 жінок у віці від 18 років та старших — 92,5 чоловіків також старших 18 років.
Середній дохід на одне домашнє господарство  становив 57 954 долари США (медіана — 52 813), а середній дохід на одну сім'ю — 63 095 доларів (медіана — 61 111). За межею бідності перебувало 9,5 % осіб, у тому числі 23,3 % дітей у віці до 18 років та 3,9 % осіб у віці 65 років та старших.
Цивільне працевлаштоване населення становило 232 особи. Основні галузі зайнятості: освіта, охорона здоров'я та соціальна допомога — 28,4 %, виробництво — 22,4 %, будівництво — 9,1 %, сільське господарство, лісництво, риболовля — 7,8 %.